# ملك الأرض (مسلسل)
ملك الأرض (بالكورية: 킹더랜드)؛ هو مسلسل تلفزيوني كوري جنوبي، من بطولة لي جون هو وإيم يون آه. عرض على قناة JTBC في 17 يونيو الى 6 اغسطس 2023، بث كل يومي السبت والأحد الساعة 22:30 (KST). وهو متاح على نتفليكس عالميا.

## القصة
يحكي المسلسل قصة جوو وون (لي جون هو) وريث شركة ذا كينج جروب، (تكتل فنادق فاخرة). الذي يخوض حربا على الميراث، وتشون سا رانج (إم يون آه)، شخصية مشرقة من خلفية فقيرة، بدأت العمل في فنادق كينج جروب.

## طاقم

### رئيسي
- لي جون هو في دور جو وون[11]
- إم يون آه في دور تشون سا رن[11]

### داعم
- آهن سي ها في دور نوه سانغ سيك: صديقة وسكرتيرة جوو وون.[12]
- كيم يونغ-أوك في دور تشا سون هي: جدة جوو وون[13]
- كيم سيون يونغ في دور جوو هوا ران: الأخت الكبرى لـ جوو-وون والابنة الكبرى لمجموعة كينج.[14]
- جو وون هي في دور أوه بيونغ هوا[15]
- كيم جا اون في دور كانغ دا يول[16]
- سون بيونغ هو في دور والد جوو وون وهو رئيس كينج جروب.[13]

## المشاهدات
| الموسم | الموسم | رقم الحلقة | رقم الحلقة | رقم الحلقة | رقم الحلقة | رقم الحلقة | رقم الحلقة | رقم الحلقة | رقم الحلقة | رقم الحلقة | رقم الحلقة | رقم الحلقة | رقم الحلقة | رقم الحلقة | رقم الحلقة | رقم الحلقة | رقم الحلقة | المتوسط |
| الموسم | الموسم | 1          | 2          | 3          | 4          | 5          | 6          | 7          | 8          | 9          | 10         | 11         | 12         | 13         | 14         | 15         | 16         | المتوسط |
| ------ | ------ | ---------- | ---------- | ---------- | ---------- | ---------- | ---------- | ---------- | ---------- | ---------- | ---------- | ---------- | ---------- | ---------- | ---------- | ---------- | ---------- | ------- |
|        | 1      | 1.119      | 1.835      | 2.039      | 2.331      | 2.273      | 2.909      | 2.521      | 2.985      | 2.571      | 2.616      | 2.179      | 2.588      | 2.318      | 2.496      | 2.777      | 3.404      | 2.435   |

| الحلقات | تاريخ البث    | تقييمات "نيلسن كوريا" | تقييمات "نيلسن كوريا" |
| الحلقات | تاريخ البث    | على الصعيد الوطني     | سيئول                 |
| ------- | ------------- | --------------------- | --------------------- |
| 1       | 17 يونيو 2023 | 5.075%                | 5.344%                |
| 2       | 18 يونيو 2023 | 7.544%                | 8.255%                |
| 3       | 24 يونيو 2023 | 9.145%                | 10.671%               |
| 4       | 25 يونيو 2023 | 9.645%                | 10.003%               |
| 5       | 1 يوليو 2023  | 9.672%                | 10.590%               |
| 6       | 2 يوليو 2023  | 12.017%               | 12.607%               |
| 7       | 8 يوليو 2023  | 10.607%               | 11.496%               |
| 8       | 9 يوليو 2023  | 12.317%               | 13.427%               |
| 9       | 15 يوليو 2023 | 10.196%               | 11.174%               |
| 10      | 16 يوليو 2023 | 11.303%               | 12.351%               |
| 11      | 22 يوليو 2023 | 9.003%                | 10.062%               |
| 12      | 23 يوليو 2023 | 10.977%               | 11.552%               |
| 13      | 29 يوليو 2023 | 9.388%                | 9.506%                |
| 14      | 30 يوليو 2023 | 10.651%               | 10.965%               |
| 15      | 5 أغسطس 2023  | 11.943%               | 13.583%               |
| 16      | 6 أغسطس 2023  | 13.789%               | 14.534%               |
| متوسط   | متوسط         | 10.205%               | 11.008%               |

## الإنتاج

### صناعة
تم إنشاء العمل من قبل تشون سيونغ ايل الذي كتب صائد العبيد، سيادة القاضي، لوكا، وسلسلة الويب كلنا موتى. وفيلم القراصنة: الكنز الملكي الأخير. ومن اخراج إيم هيون-ووك الذي عمل على انعكاس لك (2021)، وكتابة تشوي روم وهو أول مشروع لها. ومن تخطيط وإنتاج جاي تي بي سي إستوديوز بتعاون مع نبيو انترتينمنت التابعة وإستوديو بيفور ام.

### طاقم
تم تأكيد طاقم التمثيل في 27 سبتمبر 2022.

### تصوير
بدأ تصوير المسلسل في 27 سبتمبر 2022.

## جدال
تلقى المسلسل انتقادات عامة في الشرق الأوسط خاصة في الخليج العربي، بتصويره رجل أعمال (أمير سعودي) في حانة محاط بالنساء وغير متحضر بصورة كوميدية، حيث وجهت اتهامات ضد المسلسل مثل العنصرية وتشويه صورة المجتمع الخليجي، ووفقاً لموقع IMDB ، قام مستخدمو الإنترنت بأكثر من 90 ألف تقييم 1 من 10 كرد فعل على المسلسل. وانتقده العديد من المشاهدين في كوريا الجنوبية، بعدم احترام الثقافات الأخرى.
في يوم 10 يوليو، اصدرت قناة جي تي بي سي وفريق الإنتاج اعتذاراً وصرحوا أن المسلسل لا يتعمد الإساءة لأي عرق أو مجتمع. ولكن قبول برفض من قبل المشاهدين، باعتباره تبريرا وليس اعتذارًا. تعرض الممثل أنوبام تريباثي الذي جسد شخصية الامير سليم الكثير من الهجوم على حساباته الخاصة. في 12 يوليو 2023 ، اصدرت قناة جاي تي بي سي اعتذاراً رسمياً، وذكرت انه لم يكن هناك اي نية تشويه او الإساءة لأي بلد أو ثقافة معينة، "لكننا نعتذر بشدة عن التسبب في إزعاج المشاهدين من خلال عدم مراعاة موقف الثقافات الأخرى". كما اعلن فريق الإنتاج انهم سيقومون بتحرير الحلقات السابعة والثامنة.

## روابط خارجية
- الموقع الرسمي
 (بالكورية)
- ملك الارض على موقع IMDb (الإنجليزية)
- ملك الارض على موقع نتفليكس (الإنجليزية)
- ملك الارض على موقع فيلمافينيتي (الإسبانية)
- ملك الارض على موقع قاعدة بيانات الفيلم (الإنجليزية)
- ملك الأرض على هانسينما